# Ishikari

Ishikari (石狩市 Ishikari-shi?), este un municipiu din Japonia, prefectura Hokkaidō.